# 李家瑞 (1765年)
李家瑞（1765年—1845年），字香萍，号清臣，清朝官员、诗人，福建闽县人，曾任潮州韩山书院主持。

## 生平
清朝乾隆三十年（1765年），李家瑞出生于福建省闽县南台（今福州市台江区）。李家原住山西潞安，清朝初年迁居福州。14岁时，李家瑞进入凤池书院读书，喜好作诗，曾与林则徐、张际亮等来往唱和。科举会试，屡考不中，一生仅为秀才。
乾隆五十七年（1792年）开始担任其他官员的幕僚，并在闽中各地流历。后来到军内任文书，再后来纳资捐官，成为候补知县，曾代理浙江嘉兴县丞、上虞典史。候补知县五年后，因未等到实缺，被任命为潮州韩山书院主持。其后，又在广州各县担任幕僚。曾流历澳门、香港。
晚年，李家瑞返回福州养老，道光二十五年（1845年）病逝，享年80岁。

## 著作
李家瑞著有《蕉雨山房诗抄》10卷、《停云阁诗话》16卷。还曾为谢芸史《咏雪斋诗稿》作跋。